# Ljubav je svuda
A Ljubav je svuda (magyarul: Szerelem mindenhol) egy popdal, amely Szerbiát képviselte a 2013-as Eurovíziós Dalfesztiválon. A dalt a szerb Moje 3 trió adta elő szerbül. A dal a 2013. március 3-án megrendezett szerb nemzeti döntőben az első helyet érte el, így elnyerte a jogot, hogy Szerbiát képviselje az Eurovíziós Dalfesztiválon.
Az Eurovíziós Dalfesztiválon a dalt a május 14-én rendezett első elődöntőben adták elő, a fellépési sorrendben utolsóként, azaz tizenhatodikként, a belga Roberto Bellarosa Love Kills című dala után. Az elődöntőben 46 ponttal a 11. helyen végeztek, így nem jutottak tovább a döntőbe.

## Külső hivatkozások
- A Moje 3 képviseli Szerbiát a dalfesztiválon!
- Dalszöveg
- A dal előadása a 2013-as malmői verseny első elődöntőjén